# 전부성
전부성(본명: 전태영, 1962년 3월 28일 ~ )은 대한민국의 가수이다.

## 학력
- 충주대학교 토목과 졸업

## 음반
- 1986년 단념 / 미워할 수 없어요
- 1991년 고향친구
- 2012년 운명처럼 / 소중한 당신
- 2015년 옛날 애인 / 운명처럼
- 2016년 전부성 - 고향친구 / 딱 한번만
- 2016년 전부성 2016 (옛날애인 / 운명처럼)

## 수상
- 1990년 KBS 목포가요제 입상
- 1991년 KBS청주방송총국 신인가요제 대상 수상
- 2013년 제20회 대한민국연예예술상 연예예술발전공로상
- 2014년 제7회 대한민국 환경사회봉사 대상 자랑스런 한국인 가요대상